# Drillia enna
Drillia enna é uma espécie de gastrópode do gênero Clavus, pertencente a família Drilliidae.